# Nitơ oxide
Nitơ oxide có thể đề cập đến một hợp chất của oxy và nitơ, hoặc hỗn hợp của các hợp chất như vậy:
- Nitric oxide (NO), nitơ(II) oxide, hoặc nitơ monoxide
- Nitơ dioxide (NO
2), nitơ(IV) oxide
- Nitơ trioxide (NO
3), hoặc nitrate radical
- Nitrous oxide (N
2O), nitơ(0,II) oxide
- Dinitơ dioxide (N
2O
2), nitơ(II) oxide dimer
- Dinitơ trioxide (N
2O
3), nitơ(II,IV) oxide
- Dinitơ tetroxide (N
2O
4), nitơ(IV) oxide dimer
- Dinitơ pentoxide (N
2O
5), nitơ(V) oxide, hoặc nitronium nitrate [NO
2]+
[NO
3]−
- Nitrosyl azide (N
4O), nitơ(−I,0,I,II) oxide
- Nitryl azide (N
4O
2)
- Oxatetrazole (N
4O)
- Trinitramide (N(NO
2)
3 hoặc N
4O
6), nitơ(0,IV) oxide

## Anion
- Nitroxide (O=N−
)
- Nitrit (O=N−O−
 hoặc NO−
2)
- Nitrat (NO−
3)
- Peroxynitrit (O=N−O−O−
 hoặc NO−
3)
- Peroxynitrat (O
2N−O−O−
 hoặc NO−
4)
- Orthonitrat (NO3−
4, analogous to phosphate PO3−
4)
- Hyponitrit (−
O−N=N−O−
 hoặc N
2O2−
2)
- Trioxodinitrate hoặc hyponitrate ([O
2NNO]2− hoặc [N
2O
3]2−)
- Nitroxylat ((−
O−)
2N−N(−O−
)
2 hoặc N
2O4−
4)
- Dinitramide (O
2N−N−
−NO
2 hoặc N
3O−
4)

## Cation
- Nitrosonium (N≡O+
 hoặc [NO]+
)
- Nitronium (O=N+
=O hoặc [NO
2]+
)

## Khoa học khí quyển
Trong hóa học khí quyển:
- NO
x (hoặc NOx), shorthand của NO và NO
2[1][2]
- NO
y (hoặc NOy)
- NO
z (hoặc NOz) = NO
y − NO
x